# Ivo Josipović

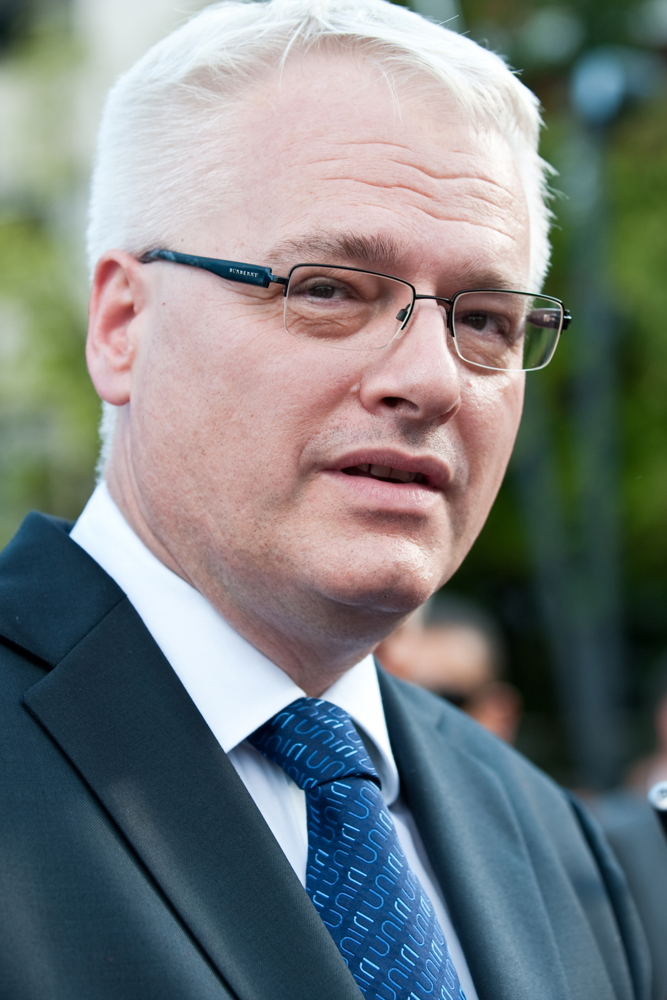
Ivo Josipović (2011)

Ivo Josipović [ˈiːʋɔ jɔˈsiːpɔʋitɕ] anhörenⓘ (* 28. August 1957 in Zagreb, Jugoslawien) ist ein kroatischer Politiker, Rechtswissenschaftler und Komponist. Vom 19. Februar 2010 bis zum 15. Februar 2015 war er Präsident Kroatiens.

## Bildung und Karriere
Die Familie von Ivo Josipović stammt aus Baška Voda in Dalmatien. Sein Vater Ante Josipovic war ein Mitglied des Exekutivkomitees des ZK der Kommunistischen Partei Kroatiens 1971 während des Kroatischen Frühlings, einer Bewegung für demokratische und wirtschaftliche Reformen. Er leitete die Kommission für Reformideen innerhalb der Kommunistischen Partei Kroatiens.
Ivo Josipović wurde in Zagreb geboren, wo er die Grundschule und ein musikalisch ausgerichtetes Gymnasium besuchte. Als Jugendlicher bewies er Talent als Fußballspieler, entschied sich schließlich jedoch für die Musik.

### Studium
Ivo Josipović studierte Rechtswissenschaft an der Universität Zagreb. Seinen ersten Abschluss erhielt er 1980. Die Anwaltsprüfung bestand er 1982. Der Magistertitel für Strafrecht wurde ihm 1985 verliehen. 1994 wurde er zum Dr. jur. in Strafrecht promoviert. Von 1984 an lehrte er an der Universität Zagreb, zunächst als Dozent und dann als Professor für Strafprozessrecht und Internationales Strafrecht.
Forschungsaufenthalte führten ihn unter anderem zum Max-Planck-Institut für ausländisches und internationales Strafrecht in Freiburg im Breisgau, zum HEUNI Institut in Helsinki und zum Institut für Strafrecht, Strafprozessrecht und Kriminologie der Universität Graz, Österreich. Private Forschungsaufenthalte absolvierte er am Max-Planck-Institut für ausländisches und internationales Privatrecht in Hamburg und an der Universität Yale, Vereinigte Staaten. Er ist Mitglied verschiedener kroatischer und internationaler Verbände und veröffentlichte mehr als 85 akademische Aufsätze in verschiedenen kroatischen wie auch internationalen Fachzeitschriften. 1994 war er Mitbegründer des unabhängigen Kroatischen Rechtszentrums (kroat. Hrvatski pravni centar).
Josipović wirkte während des Kroatienkrieges an der Befreiung 180 kroatischer Kriegsgefangener aus serbischen Lagern mit und vertrat Kroatien vor dem Internationalen Strafgerichtshof für das ehemalige Jugoslawien (ICTY). Ebenso nahm er an internationalen Projekten teil; so wurde er als Fachmann des Europarates zur Beurteilung der Situation in Gefängnissen in der Ukraine, der Mongolei und in Aserbaidschan hinzugezogen.

### Musik
Neben dem Jurastudium nahm Josipović ein Kompositionsstudium an der Musikakademie Zagreb unter Stanko Horvat auf und schloss es 1983 ab. Von 1987 bis 2004 war er dort ebenfalls als Dozent tätig.
Josipović komponierte über 50 Stücke, von denen einige zum Standardrepertoire internationaler Künstler gehören. 1985 erhielt er den ersten Preis der Europäischen Rundfunkunion (EBU) für seine Komposition Samba de Camera, die 1999 auch den Porin-Musikpreis erhielt. Im folgenden Jahr wurde ihm dieser auch für das Stück Tisuću lotosa (Tausend Lotusse) verliehen. Zu seinen bekanntesten Werken gehören ebenfalls Igra staklenih perli (Glasperlenspiel) für Klavier und Tuba Ludens. Seit 1991 ist er Präsident der Zagreber Musikbiennale (MBZ). Seine Oper Lennon über die Ermordung John Lennons wurde am 22. April 2023 im Kroatischen Nationaltheater in Zagreb uraufgeführt.

### Politik
1980 wurde Josipović Mitglied des Bundes der Kommunisten Jugoslawiens und war in den 1990er Jahren maßgeblich an der Demokratisierung der heutigen Sozialdemokratischen Partei Kroatiens als Verfasser der ersten Statuten beteiligt. 1994 verließ er die Politik, und damit die SDP, und widmete sich ganz der Rechtswissenschaft und der Musik. 2003 wurde er vom damaligen Ministerpräsidenten Ivica Račan ermutigt in die Politik zurückzukehren. Er kandidierte daraufhin als Parteiloser auf der Wahlliste der SDP und wurde 2003 ins Parlament gewählt. Bei der Parlamentswahl 2007 erhielt er als unabhängiger Kandidat erneut ein Mandat.
Als Parlamentsabgeordneter war er Mitglied verschiedener Ausschüsse, die sich mit legislativen Rechts- und Verfassungsfragen beschäftigten. Im August 2008 kehrte er wieder zurück zur SDP und wurde im Juli 2009 zum Kandidaten der Partei für die Präsidentschaftswahl 2009/10 nominiert. Im ersten Wahlgang am 27. Dezember 2009 erzielte er mit 32,4 % das beste Ergebnis aller 12 Kandidaten, erhielt aber keine absolute Mehrheit. Am 10. Januar 2010 trat er in einer Stichwahl gegen Milan Bandić an, der im ersten Wahlgang mit 14,8 % der Stimmen Zweitplatzierter war. Josipović wurde mit 60,3 % der Stimmen zum neuen Staatspräsidenten Kroatiens gewählt.
Josipović führte seine Kampagne unter dem Motto Nova pravednost (Neue Gerechtigkeit, Slogan: „PravDA“, deut. etwa „Ja zu (Recht und) Gerechtigkeit“). Er warb für eine Erneuerung der gesellschaftlichen Werte sowie des Rechtssystems. Zudem bemühte er sich um die Bekämpfung tiefgreifender Missstände, der Korruption und organisierten Kriminalität in Kroatien, die er als Ergebnis langjähriger Misswirtschaft und einer schlecht geführten Politik des Übergangs zur Marktwirtschaft ansah.
Bei der kroatischen Präsidentschaftswahl 2014/15 unterlag er Kolinda Grabar-Kitarović.
Am 31. Mai 2015 gründete er zusammen mit dem Sabor-Abgeordneten Josip Kregar die Partei Naprijed Hrvatska - Progresivni Savez, für die er in Koalition mit der liberaldemokratischen HNS unter dem Namen Uspješna Hrvatska (dt.: erfolgreiches Kroatien) bei den Parlamentswahlen 2015 erfolglos antrat.

## Privates
Ivo Josipović ist mit Tatjana Josipović, einer Rechtsanwältin und Universitätsprofessorin, verheiratet. Sie haben eine Tochter. Josipović ist bekennender Agnostiker.

## Werke

### Bücher und Aufsätze
- Uhićenje i pritvor. Pravo o uhićenju i pritvoru u kaznenom procesnom pravu (Verhaftung und Untersuchungshaft. Das Recht der Verhaftung und der Untersuchungshaft im Strafprozessrecht), 1998, ISBN 953-186-033-5, mit deutschsprachiger Zusammenfassung.
- Haaško implementacijsko kazneno pravo. Komparativno i hrvatsko implementacijsko zakonodavstvo i ustavni zakon o suradnji Republike Hrvatske Međunarodnim Kaznenim Sudom s komentarom / miniature Hague implementing criminal law (zweisprachig kroatisch/englisch), 2000, ISBN 953-170-088-5.
- (mit Davor Krapac und Petar Novoselec): Stalni međunarodni kazneni sud (Das Ständige Internationale Strafgericht), 2001, ISBN 953-6053-48-9.
- Responsibility for War Crimes Before National Courts in Croatia. In: International review of miniature Red Cross. (ISSN 1560-7755), Bd. 88, 2006, Heft 861, S. 145–168.

### Kompositionen
- Samba da camera für Streicher (1985)
- Igra staklenih perli (Glasperlenspiel), für Klavier (1986)
- Tisuću lotosa (Tausend Lotuse) (2000)
- Tuba Ludens (2002)
- Lennon (2023)